# Chiara Daraio
Chiara Daraio (née en 1978) est une scientifique des matériaux et ingénieure en acoustique italo-américaine. Elle est professeure de génie mécanique et de physique appliquée au California Institute of Technology.

## Formation et carrière
Daraio a obtenu un Laurea en génie mécanique de l'Université polytechnique des Marches en 2001, et un doctorat en science et ingénierie des matériaux en 2006 de l'Université de Californie à San Diego. Sa thèse, intitulée Design of materials: Configurations for enhanced phononic and electronic properties (Conception de matériaux : Configurations pour des propriétés phononiques et électroniques améliorées), a été co-encadrée par Sungho Jin et Vitali Nesterenko.
Elle a rejoint le corps professoral du California Institute of Technology (Caltech) en 2006, et y est restée depuis avec un congé de 2013 à 2016 pour occuper une chaire de mécanique et de matériaux à l'École polytechnique fédérale de Zurich (ETHZ). A Caltech, elle a d'abord été dans le département Aéronautique et Physique Appliquée, où elle a été promue professeure ordinaire en 2010 ; elle a déménagé au Département de génie mécanique et de physique appliquée en 2016.

## Contributions
Les contributions à la recherche de Daraio incluent une version du pendule de Newton qui peut générer des « balles sonores » – des ondes sonores suffisamment concentrées pour perturber la matière, ; des murs remplis de roulements à billes qui ne peuvent transmettre le son que dans une seule direction, ; des robots roulants auto-assembleurs imprimés en 3D ; des panneaux solaires pour missions spatiales constitués d'un polymère à mémoire de forme (en) qui se déploie à la lumière du soleil et une peau artificielle (en) thermosensible à base de pectine pour des usages robotiques et prothétiques.
Elle a également travaillé sur l'effet d'une structure lattice pour l'absorption de vibrations mécaniques
En 2017 elle participe à un projet de la Fondation nationale pour la science (NSF) pour créer un référentiel de données organisé et consultable sur les matériaux de nouvelle génération. Elle développe les bases de données en collaboration avec L. Catherine Brinson, Deborah McGuinness et L. Catherine Brinson. La base de données comprend des matériaux tels que des nanocomposites polymères et des métamatériaux structurels, ainsi que des logiciels analytiques et prédictifs pour aider à accélérer la conception et la découverte de nouveaux matériaux.

## Prix et distinctions
Daraio a remporté la médaille Felice De Carli de la Société métallurgique italienne en 2006 et le prix Richard von Mises de la Société de mathématiques appliquées et de mécanique (GAMM) en 2008. 
En 2018, elle a remporté le prix UC San Diego Mechanical and Aerospace Engineering Outstanding Alumna Award, « pour ses réalisations exceptionnelles dans les domaines des métamatériaux mécaniques et de la science des matériaux ». 

## Publications
- G. Catalano, C. Daraio, M. Gregori, H. Moed, & G. Ruocco (Eds.), Proceedings of the 17th Conferenceof the International Society for Scientometrics and Informetrics(vol. 2, pp. 2358–2369). Rome: Edizioni Efesto. (lien vers le texte (en anglais))